# Lista de igrejas ortodoxas no Brasil
Lista de paróquias, templos e missões de Igrejas ortodoxas autocéfalas canônicas no Brasil.

## Igreja Ortodoxa Russa

### Eparquia da Argentina e América do Sul
Lista de Paróquias, igrejas e missões do Vicariato Brasileiro:
- Paróquia de São Sérgio de Radonej, Porto Alegre;
- Paróquia de Santa Zenaide, Rio de Janeiro;
- Paróquia de Anunciação da Santíssima Mãe de Deus, São Paulo;
- Paróquia dos Santos Apóstolos São Pedro e São Paulo, Santa Rosa, Rio Grande do Sul;
- Missão Proteção da Mãe de Deus, Rio de Janeiro[4];
- Paróquia do Verdadeiro Caminho (Odigitria), Brasília;
- Paróquia do Santo Apóstolo e Evangelista João, o Teólogo, Campinas das Missões, Rio Grande do Sul;
- Paróquia  do Santo Apóstolo Mateus, Jaboatão dos Guararapes, Pernambuco;
- Comunidade das Santas Mártires Vera, Nadejda, Liubovi e Sofia, Manaus.

## Igreja Ortodoxa Russa no Exterior

### Diocese de Caracas e América do Sul
Lista de Paróquias no Brasil, todas atualmente em cisma:
- Paróquia da Catedral de São Nicolau, São Paulo[8];
- Paróquia da Intercessão, São Paulo[9];
- Paróquia de Sérgio de Radonezh, Indianópolis, São Paulo[10];
- Paróquia da Santíssima Trindade, Vila Alpina, São Paulo[11];
- Paróquia da Intercessão, Vila Zelina, São Paulo[12];
- Paróquia de São Serafim de Sarov, Carapicuiba, São Paulo[13];
- Paróquia da Intercessão, Niterói, Rio de Janeiro[14].

## Igreja Ortodoxa de Antioquia

### Arquidiocese de São Paulo e Todo o Brasil
- Catedral Metropolitana, São Paulo[15][1];
- Paróquia da Anunciação à Nossa Senhora, São Paulo;
- Capela de Santo Antão - Asilo «Mão Branca», São Paulo;
- Capela de São Jorge - Lar Sírio Pró-Infância, São Paulo;
- Paróquia de São Jorge, Bariri, São Paulo;
- Paróquia de Nossa Senhora, Campinas, São Paulo;
- Paróquia da Sagrada Família, Embu-Guaçu, São Paulo;
- Paróquia da Anunciação à Nossa Senhora, Ituverava, São Paulo;
- Paróquia de Nossa Senhora, Lins, São Paulo;
- Paróquia de Piracicaba, Piracicaba, São Paulo;
- Paróquia de São Jorge, Santos, São Paulo[16];
- Paróquia de São Jorge, São José do Rio Preto, São Paulo;
- Paróquia de São Jorge, Belo Horizonte
- Paróquia do Santo Profeta Elias, Guaxupé
- Paróquia de São Nicolau, Goiânia
- Paróquia de São Jorge, Anápolis
- Paróquia de São João Batista, Ipameri
- Paróquia de São Jorge, Curitiba
- Paróquia de São Jorge, Brasília
- Paróquia de São Pedro Apóstolo, Recife

### Vicariato Patriarcal do Rio de Janeiro
- Catedral de São Nicolau, Rio de Janeiro.[17][1]
- Missão dos Santos Cosme e Damião, Rio de Janeiro
- Paróquia de São Miguel Arcanjo, Duque de Caxias
- Paróquia de Santa Maria Mãe de Deus, Duque de Caxias
- Capela de São Jorge, Duque de Caxias

## Igreja Ortodoxa Autocéfala Polonesa

### Diocese do Rio de Janeiro e Olinda - Recife
- Catedral Episcopal da Santíssima Virgem Maria, Rio de Janeiro[1]
- Missão dos Santos Cosme e Damião, Rio de Janeiro
- Paróquia de São João, o Precursor, Cordeiro
- Paróquia de São Jorge o Vitorioso, Maricá
- Missão dos Santos Constantinos e Helena, Sorocaba
- Missão da Venerável Elisabete (Feodorovna) Neomártir da Rússia, Valinhos
- Mosteiro da Dormição da Mãe de Deus, Santa Maria Madalena
- Missão dos Santos Cirilo e Metódio, Belo Horizonte
- Catedral da Teofania da Santíssima Trindade, Recife
- Missão São Serafim de Sarov – Igreja da Dormição da Mãe de Deus, Aquiraz
- Missão de Santo Antônio, o Grande, Catolé
- Paróquia de Santa Catarina, a Grande, Conde
- Mosteiro de São Nicolau de Mira, Conde
- Missão da Proteção da Santíssima Virgem Maria, Silva de Belém
- Paróquia dos Santos Apóstolos Pedro e Paulo, Guarabira

## Igreja Ortodoxa Sérvia

### Diocese de Buenos Aires, América do Sul e Central
- Paróquia da Dormição da Mãe de Deus, Recife;[18][1]
- Paróquia da Santíssima Trindade, Olinda
- Paróquia de Santo Antônio, o Grande, Belo Jardim
- Missão de São João Crisóstomo, Caruaru
- Paróquia da Santíssima Trindade, Camaragibe
- Mosteiro da Santíssima Trindade, Camaragibe
- Paróquia de São Tiago Apóstolo, Raposa

## Igreja Ortodoxa de Constantinopla

### Arquidiocese Grega de Buenos Aires e América do Sul
- Catedral de São Pedro, São Paulo;[1]
- Igreja da Dormição da Mãe de Deus, São Paulo;
- Igreja de Santo André Apóstolo, Rio de Janeiro;
- Paróquia Missionária Santos Apóstolos São Pedro e São Paulo, Rio de Janeiro;
- Igreja de São Jorge, o Vitorioso, Vitória;
- Igreja de São Savas, Curitiba;
- Igreja de São Nicolau, Florianópolis;
- Igreja de São João, o Teólogo, São José;
- Missão Ortodoxa São Nectários de Égina, Jaraguá do Sul-Schroeder;
- Igreja dos Santos Apóstolos, Porto Alegre;
- Igreja da Anunciação da Santa Mãe de Deus, Brasília;
- Igreja de São Pedro e São Paulo, Goiânia;
- Missão Ortodoxa da Proteção da Mãe de Deus Santíssima, Salvador;

### Eparquia Ucraniana da América do Sul
- Catedral de São Demétrio, Curitiba;[19][1]
- Paróquia de São Miguel Arcanjo, Curitiba;
- Paróquia de São Jorge, Ponta Grossa;
- Paróquia dos Santos Apóstolos São Pedro e São Paulo, Irati;
- Paróquia de São Miguel Arcanjo, Palmital;
- Paróquia da Proteção da Santíssima Mãe de Deus, Apucarana;
- Paróquia do Espírito Santo, Apucarana;
- Paróquia de São Nicolau, Joaquim Tavora;
- Paróquia de São João Batista, União da Vitória;
- Paróquia da Dormição da Mãe de Deus, Porto União;
- Paróquia do Espírito Santo, Porto União;
- Paróquia de São Valdomiro Magno, Papanduva;
- Paróquia da Santíssima Trindade, Canoas;
- Paróquia da Proteção da Mãe de Deus, Osasco;
- Paróquia de São Valdomiro Magno, São Caetano do Sul;
- Paróquia da Proteção da Mãe de Deus, São Caetano do Sul;

## Ligações Externas
- Eparquia da Argentina e América do Sul - Patriarcado de Moscou - Site Oficial (em russo, espanhol e português)
- Vicariato Ortodoxo Russo do Brasil - Patriarcado de Moscou
- Missão Ortodoxa da Proteção da Mãe de Deus
- Diocese de Caracas e América do Sul - Igreja Ortodoxa Russa no Exterior - Site Oficial (em espanhol)
- Arquidiocese de São Paulo e Todo o Brasil - Patriarcado de Antioquia - Site Oficial
- Igreja de São Nicolau - Vicariato Ortodoxo Antioquino do Rio de Janeiro

- Diocese de Buenos Aires, América do Sul e Central - Igreja Ortodoxa Sérvia

- Eparquia do Rio de Janeiro, Olinda e Recife - Igreja Ortodoxa Polonesa

- Arquidiocese Ortodoxa de Buenos Aires e América do Sul - Patriarcado Ecumênico de Constantinopla